# Oude brouwerij Jouret

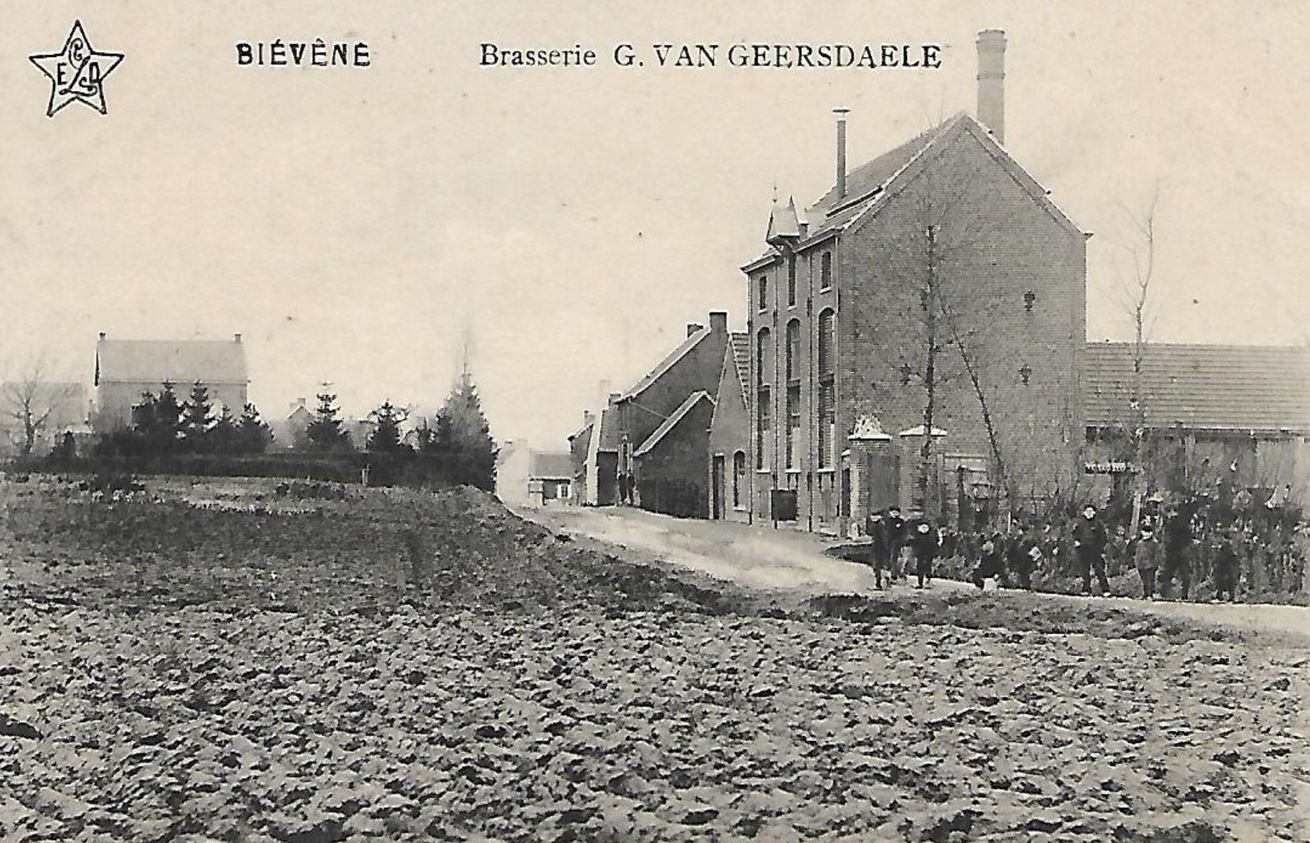
De brouwerij op een oude postkaart.

Oude brouwerij Jouret, ook wel gekend als Brouwerij Van Geersdaele, is een historische brouwerij uit Bever. Sinds 2019 kende dit oude merk een doorstart onder de naam Les Brasseries de Flobecq in het nabijgelegen Vloesberg.

## Historiek van de brouwerij Jouret – Van Geersdaele
De stichtster van de brouwerij Jouret was Jeanne Catherine Rigaux, dochter van Charles Henri Rigaux en kleindochter van Josse Rigaux (uitbaters van de brouwerij Rigaux). Ze trouwde in 1812 met Jacques Philippe Albert Joseph Decoster. Samen bouwden ze reeds de bouwactiviteiten uit, maar Jacques Decoster stierf op 24-jarige leeftijd in 1816. In mei 1818 trad Jeanne Catherine in het huwelijk met Jean Joseph Jouret, die zijn naam gaf aan de nieuwe brouwerij en later burgemeester werd van Bever. Samen baatten ze de brouwerij verder uit op de Plaats. Na de dood van Jean Joseph ging de brouwerij over naar zijn oudste zoon Jean Louis. Op 27 oktober 1885 brandde de brouwerij gedeeltelijk af maar ze werd terug opgebouwd want in 1888 kreeg Octave Decoster, die gehuwd was met de achterkleindochter van de oprichter, de toestemming om een stoommachine te plaatsen. Deze werd nooit geïnstalleerd omdat daarvoor een hoge schouw moest worden gebouwd wat leidde tot de bouw van de nieuwe brouwerij in 1893.
In zijn boek vermeldt Dominique Delvin dat na de familie Decoster-Jouret, de brouwerij overging op Odilon Jouret. Bij een gebrek aan interesse bij deze familie, werd de brouwerij overgenomen door de broers Georges en Louis Félix Van Geersdaele. In 1904 of 1905 kocht Georges Van Geersdaele het gebouw. Rond 1910 stopte Georges Van Geersdaele met de uitbating van de brouwerij op de Plaats. Het gebouwd werd vervolgens een herberg en feestzaal onder de naam “Folies Bergère” en kende nog jarenlang succes. Georges Vangeersdaele bouwde een nieuwe brouwerij in Pontenbeek. In 1935 stopte de brouwerij definitief. Het gebouw werd overgenomen in 1942 door de familie Sauvage die er een handel in koloniale waren opzette.

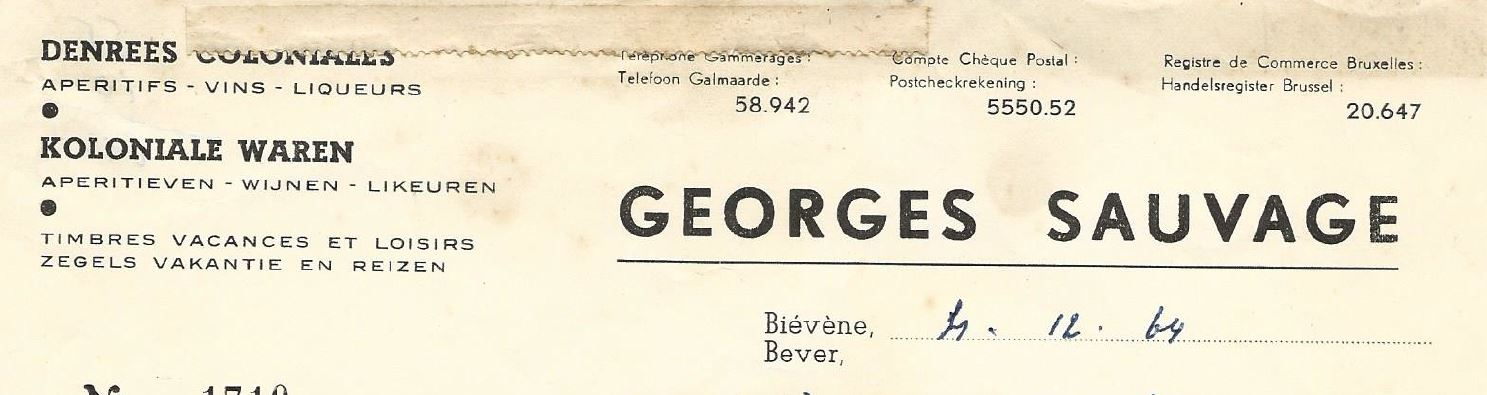
Briefhoofding van zaak in koloniale waren.
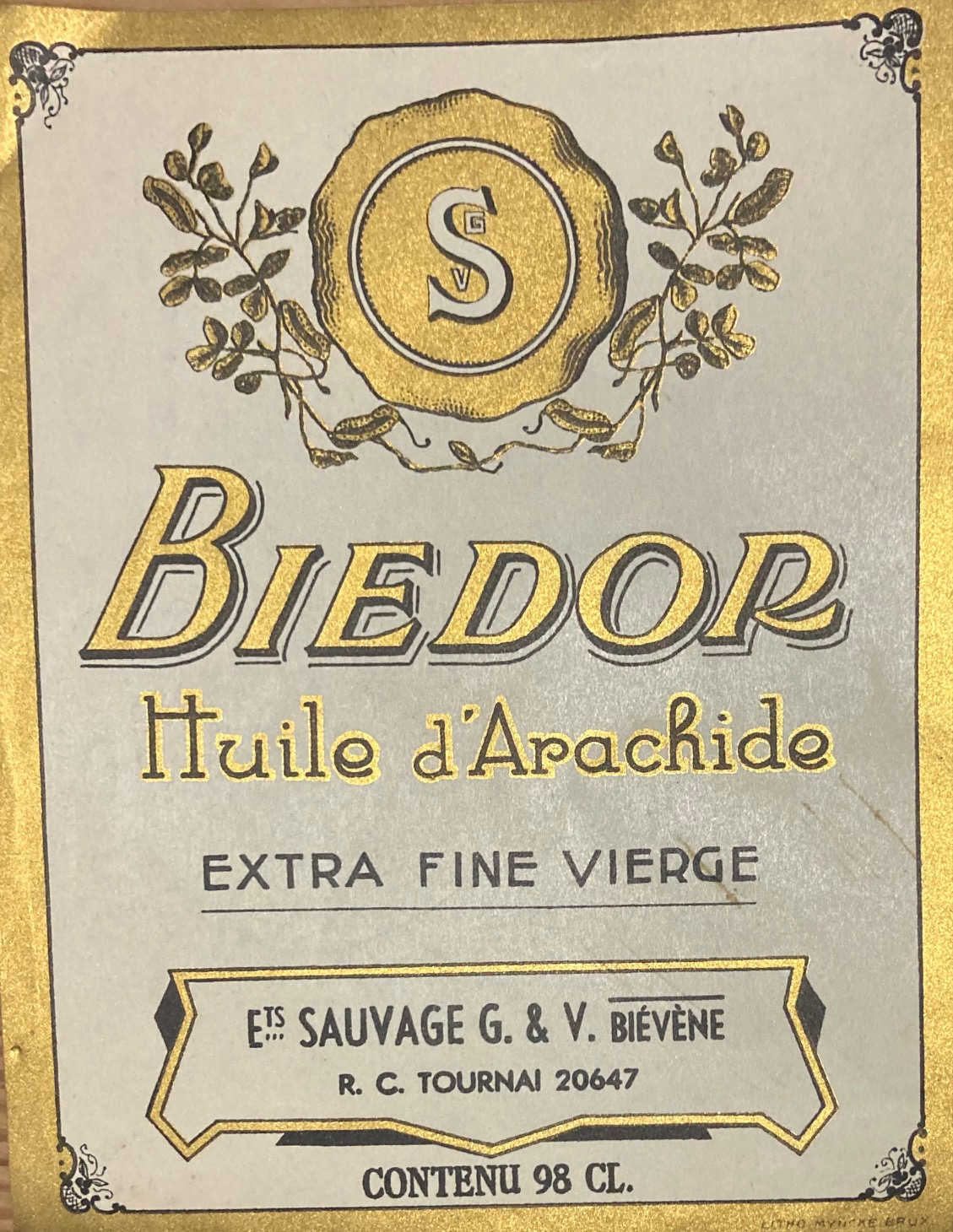
Etiket van de zaak in koloniale waren.